# 28 Liberty Street
28 Liberty Street (dříve také One Chase Manhattan Plaza) je bankovní mrakodrap situovaný ve Financial District v Lower Manhattanu v New Yorku. V roce 2013 finančních skupina JPMorgan Chase&Co prodala čínské společnosti Fosun za častku 725 milionů USD.
Budova byla dokončena v roce 1961, má 60 nadzemních a 4 podzemní poschodí, se svojí výškou 248 metrů byla jedenáctou nejvyšší budovou New Yorku (2010) a 626. na světě v roce 2023. Budovu navrhl Gordon Bunshaft z firmy Skidmore, Owings and Merrill.